# Erdélyi kopasznyakú tyúk
Az erdélyi kopasznyakú tyúk régen honosult baromfifajtánk, egyike törvényileg védett háziállatainknak.

## Története
Ennek a feltűnő külsejű tyúkfajtának az ősei valószínűleg Kis-Ázsiából a török hódoltság idején jutott el Erdélybe, ahol a 19. század elején figyeltek fel rá. Első ismert tenyésztője az erzsébetvárosi Szeremlei Lajos volt, aki az 1840-es években kezdett a kopasznyakúval foglalkozni. "szeremlei tyúk" néven egy bécsi kiállításon mutatta be először 1875-ben, ahol az addig ismeretlen fajta általános feltűnést keltett. 1925-ben a bécsi kiállításon már erdélyi kendermagos (Siebenbürger Sperbe) néven szerepelt. Elterjedt elnevezése volt a bosnyák tyúk is, ugyanis Erdélyen kívül a szerb és bosnyák hegyvidékeken is előfordult. A 19. század végére Németországban olyan kedvelt lett, hogy külön tenyésztői klubot hoztak létre. De Magyarországon még sokan idegenkedtek a fajtától, pedig időközben bizonyította rendkívüli tojóképességét.
Egy 1896-ban kelt miniszteri rendelet következményeképp 1897-ben több kakasnevelő tenyésztelepet is kialakítottak, ahol a magyar mellett erdélyi kopasznyakú kakasokat is neveltek. Ilyen telep volt Gödöllőn és Kolozsváron. Ezzel is segítették a magyar fajtájú tyúkok elterjedését. A kinemesített magyar fajták a második világháborúban szinte teljesen eltűntek, s a háború után az erdélyi kopasznyakú tyúk tenyésztését a gödöllői Kisállattenyésztési Kutatóintézetben kezdték újra 1953-ban. De a tenyészetet a többi állománnyal együtt néhány év múlva felszámolták. A fajta fennmaradása a kistenyésztőknek köszönhető, hiszen amikor az 1970-es években elkezdődött a magyar fajták felkutatása a génbanki állomány létrehozása érdekében, a kendermagos színváltozat fajtatiszta egyedeit Sümegcsehin találták meg. A fekete színváltozatot viszont Romániából, Konstancából hozták hazánkba.
Erdélyi kopasznyakún sokáig csak a fekete színváltozatot értették, a más színűeket a magyar tyúk (amelynek nincs fekete színváltozata) kopasznyakú variánsaként kezelték. Ez az álláspont változott meg 1992-ben, amikor a különböző színű kopasznyakúakat is törzskönyvezték. Ma a fekete, fehér és kendermagos erdélyi kopasznyakúnak génbanki állománya található Gödöllőn és Keszthelyen, s a kendermagosnak egy további állománya Hódmezővásárhelyen (2001).

## Tulajdonságai

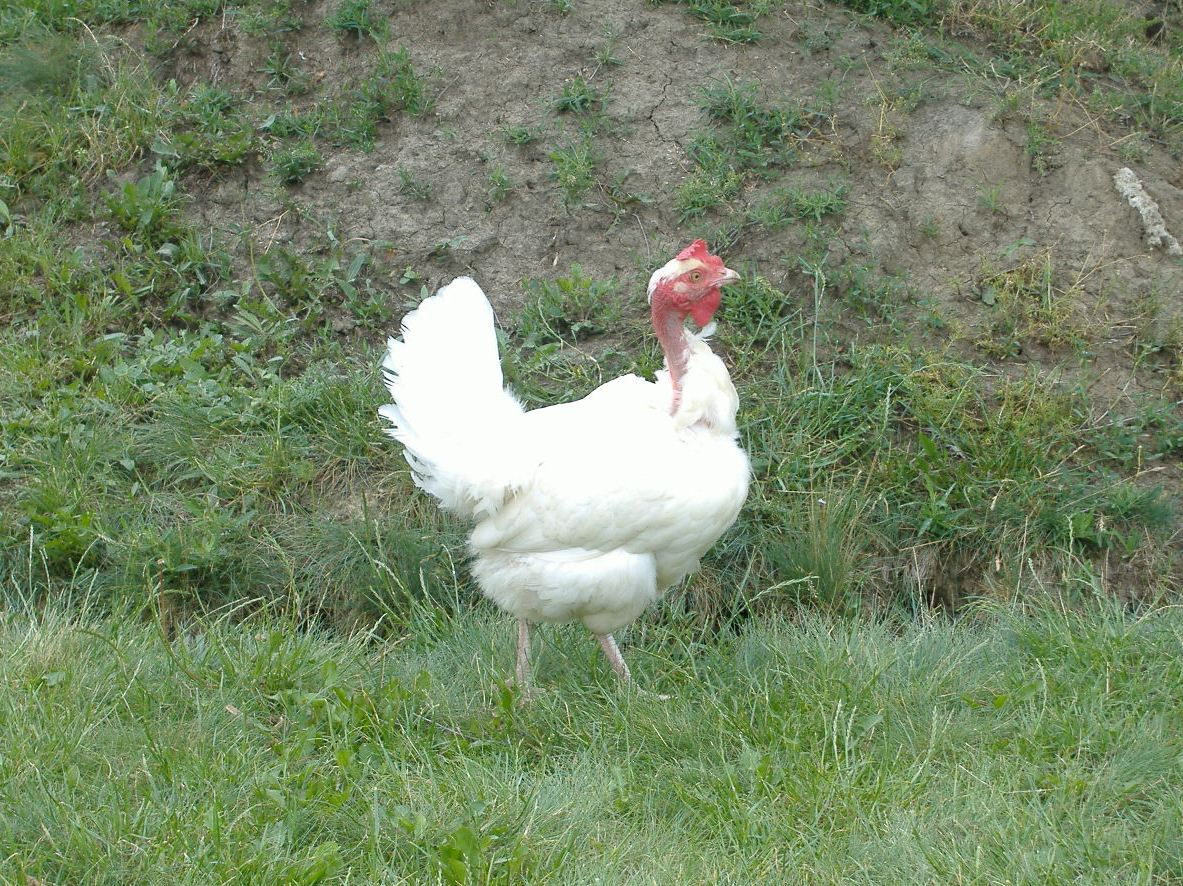
Fehér erdélyi kopasznyakú tyúk

A magyar tyúknál valamivel nagyobb testű, vadmadár formájú. Különlegességét fedetlen nyaka, részben fedetlen melle és hasi része adja. Sok színváltozatban fordul elő, de génbanki állományban csak három változatot tartanak, amelyeket önálló fajtaként tenyésztenek.
Rendkívül edzett, szeret repülni, erős és gyors fejlődésű. Hús- és tojástermelésre egyaránt alkalmas. Bár kitűnő tojástermelő, kotlási hajlama gyenge. Egyes vidékeken mint kiváló téli tojót tartották. Külterjes tartásban érzi igazán jól magát.

### Standardtömeg
Kakas 3 kg
Tojó 2,5 kg
Éves kakas 2,5 kg
Éves tojó 2 kg
| Általános tulajdonságok: | Általános tulajdonságok:           |
| ------------------------ | ---------------------------------- |
| Tömege                   | kakas 3 kg, tojó 2,5 kg            |
| Gyűrűmérete              | kakas 20, tojó 18                  |
| Tenyésztojás tömege      | 70 g-ot is meghaladhatja           |
| Tojáshéj színe           | barna, fehér és krémszínű is lehet |
| Éves tojáshozama         | 150 db                             |

### A kakas alakja
Fej: Középnagy, gömbölyded. A fej tetejét fedő tollazat szorosan a koponyához tapad és hátul hegyben fut össze.
Csőr: Középhosszú, vastag, mérsékelten ívelt.
Szem: Nagy, tüzes
Taraj: Az egyszerű taraj középnagyságú, lehetőleg aprón csipkézett (előfordul rózsataraj kopasznyakú erdélyi is).
Arc: Tollatlan
Füllebeny: Kicsiny, kerekded
Áll-lebeny: Középhosszú, tojásdad és lelógó.
Nyak: Tollatlan, hosszú és izmos, de sohasem vaskos, ívelése kissé hátrafelé hajló, magasan hordott. A nyak tövében a törzs tollazata a kondorkeselyűéhez hasonló tollbodorban végződik. (A kopasznyakúságot egyetlen autoszomális gén határozza meg. A tulajdonság a fedett nyakúsággal szemben domináns. Homozigóta kopasznyakúak esetében a nyak teljesen csupasz - ún. csóré nyak -, míg a heterozigóta egyedek esetében elöl, a nyak alsó részén - már naposcsibéken is jól megfigyelhető - tollpamacs van, melynek azonban soha, semmi körülmények között sem szabad a nyak hátsó részére terjednie, vagy a nyakat körülfognia.) A bírálat szempontjából csak a tollpamacs nélküli, tehát homozigóta egyedek értékelhetők.
Egyes tenyésztők a tollpamaccsal rendelkező, kopasznyakúság szempontjából heterozigóta egyedeket külön fajtaként próbálják elfogadtatni (van, aki "eredményesen" szelektált erre a tulajdonságra), ami a fentiek alapján teljes genetikai képtelenség.
Törzs: Izmos, középnagyságú, tojásdad alakú. A kiálló vérvörös begytől végig a hason, egészen a végbélig a törzs csupasz, tollatlan.
Mell: Széles és igen húsos. Az egyenes, hosszú mellcsont fölött a bőr csupasz és azt csak a kétoldalt ráboruló tollazat takarja.
Hát: Széles
Nyereg: Csak kissé emelkedő
Szárny: Elég hosszú, erős, majdnem vízszintes tartású
Farok: Hátrafelé hajló, nem meredek tartású, tollazat dús, sarlótollak hosszúak
Láb: A comb izmos, hosszú. A közepesnél valamivel hosszabb láb tollatlan és finom, de erős csontozatú. Az egyenes, szétálló lábujjak száma négy.
Testtartás: Bátor, élénk
Tollazat: Szorosan fedő

### A tojó alakja
A nemi különbséget, s ezzel kapcsolatban a kisebb testarányokat leszámítva, a kakaséval egyezik.

### Színváltozatok
A kopasznyakú erdélyi tyúkot fekete, fehér és kendermagos színben, ma már önálló fajtaként tenyésztik. Mindhárom színváltozatra jellemző, hogy az arc, áll- és füllebeny, a taraj és a fej (különösen annak hátsó része) a kakasnál vérpiros, a tojónál – kivéve a fej hátsó részét, mely mindig vérpiros – kissé halványabb árnyalatú.
Kívánatos, hogy minden színváltozat, de különösen a fekete kopasznyakúak szeme narancspiros és igen tüzes legyen. A sötét szem kerülendő, mert ázsiai jellegre vall.
A fekete, egészen sötétszínű kopasznyakúak csőre sötét palaszínű. A többi, világosabb színváltozaté fehér, sárga, vagy test- azaz rózsaszínű.
A fekete kopasznyakúak, láb- és lábujjszíne sötét palaszínű. Eredetileg a fehér és a kendermagos tollazatúaké hús-, vagyis test- azaz rózsaszínű volt, az 1932. évi leírás szerint a sárga láb, mint lényeges hiba, kifogásolandó volt (a korábbi nemesítés eredményeként ma már elfogadottnak tekinthető).
- A fehér erdélyi kopasznyakú tyúk sajátosságai

Csőr: Csontfehér.
Szem: Narancsvörös.
Taraj, arc, áll- és füllebeny: Vérpiros. Az áll-lebeny kör alakú.
Láb és lábujj: A lábszár fiatal tyúkoknál hússzínű, idősebbeknél csontfehér (újabban a sárga láb megengedett). A körmök színe csontfehér.
Tollazat: Tiszta fehér, ragyogó, ezüstös zománcú.
- A fekete erdélyi kopasznyakú tyúk sajátosságai

Csőr: Sötét palaszínű.
Szem: Narancsvörös.
Taraj, arc, áll- és füllebeny: Vérpiros. Az áll-lebeny kör alakú.
Láb és körmök: Sötét palaszínű.
Tollazat: Fekete, acélkékes vagy zöldes zománcozottsággal.
- A kendermagos erdélyi kopasznyakú tyúk sajátosságai

Csőr: Csontfehér.
Szem: Narancsvörös.
Taraj, arc, áll- és füllebeny: Vérpiros.
Láb: Hússzínű, csontfehér (sárga láb megengedett). A körmök fehérek.
Tollazat: Alapszíne kékesszürke, sötét, fekete színhatású, keskeny keresztsávokkal (lásd részletesebben a kendermagos magyar tyúk fajtaleírásánál).